# Дажбог
Дажбо́г або Даждь-Бог — божество в образі Сонця у давніх слов'ян, розпорядника земних благ, можливо розглядався також як син Сварога; зафіксоване також ім'я Дайбог.
Належав до пантеону кумирів у Києві за князя Володимира поруч із Перуном, Хорсом, Стрибогом, Симарглом і Мокошею.
Поклоніння у давніх слов'ян Дажбогу посідало центральне місце у міфологічній системі розуміння світу на думку деяких сучасних українських дослідників.

## Походження імені
Дослідник Макс Фасмер пояснював походження Божого імені «Дажбог» від дажь — «дай» і *bogъ «благо, щастя, добробут» (звідси ж багатий). Таким чином «Даж(д)ьбог» означає «Податель Благ», «Давач Достатку». Інший дослідник Вільйо Мансікка навпаки, відстоює думку, що *bogъ тут слід розуміти буквально як «бог».
Дослідник Ватрослав Ягич вбачає у цьому імені Божества привітання дажь боже «дай, бог!». Дослідник Лешек Мошинський пропонує версію, що це було привітання, котре християнські місіонери помилково сприйняли за ім'я Божества. Новгородські приказки підтверджують, що слово «дажбог» може використовуватися як замінник «дай-Бог», тобто, «можливо, як-небудь». Лев Клейн і Борис Рибаков вважали, що асоціація імені бога з «давати» виникла пізніше.
Віктор Калигін і Вацлав Блажек кожен самостійно провели паралелі між Дажбогом і ірландським Дагдою. Ім'я «Дагда» походить від давньокельтського *dago-dēvo «хороший (досконалий) бог». Калигін вважав теонім «Дажбог» індоєвропейською спадщиною, тоді як Блажек стверджував, що це запозичення від кельтів.

## Образ і функції

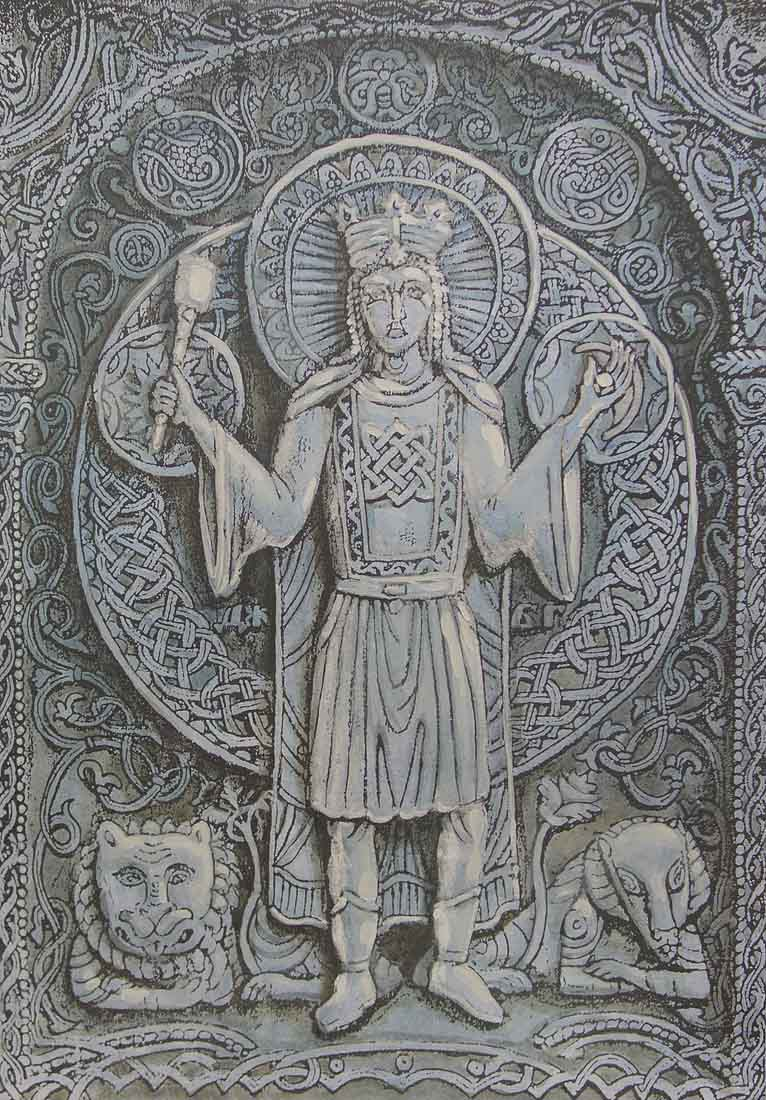
Образ Дажбога у Максимільяна Преснякова, 1998 р.

Глоса до хроніки візантійського історика Йоанна Малали, вміщена в «Повісті минулих літ» під 1114 р., називає Дажбога сином Сварога, прирівнюючи його до грецького бога сонця Геліоса — бога сонця.
Якщо пояснювати ім'я Дажбога як «давач достатку», з цього можна вивести його функцію наділяння багатством, розподілу багатства.

## Писемні згадки
«Повість минулих літ» свідчить про вшанування божества під іменем Дажбог за часів правління князя Володимира Великого: в Старому Києві у 980 році у головному святилищі стояла фігура (статуя, ідол, кумир) Дажбога. Надалі Володимир наказав зруйнувати всі святилища, які не відповідали християнському канону. 
Найбільш змістовним, хоча менш достовірним, є фрагмент із хроніки візантійського історика Йоана Малали (VI ст.), поміщений до Іпатіївсього літопису за 1144 р. Там Дажбог описується як обожений цар, син Сварога, що став правити після смерті Гефеста (Феоста) та свого батька.
«Слово о полку Ігоревім» (кінець XII ст.) містить два місця, де князь Олег Гориславич (Святославич) і всі русичі згадуються як «Дажбожі онуки».
У переписі слова святого Івана Золотустого XIV ст. Дажбог згадується поряд зі Стрибогом і Переплутом.

## Культ Дажбога
Ареал культу Дажбога охоплював землі східних слов'ян і східні землі південних. Дажбог входив до пантеону Володимира Великого, його ідол стояв у Києві поряд з ідолами інших богів.
Вигук «дайбог!» зберігся понині в ритуальних обрядах та при розпиванні міцних напоїв; у колядках приспів: «Ой дай Боже!», а також вираз «дати на Боже», тобто «жертвувати на церковні потреби». Українська приказка «пошли, Боже, з неба усього, що нам треба», можливо, звернена не стільки до християнського Бога, скільки до Дажбога. Дажбог згадується у весільній пісні «Там здибався князь з Дажбогом, рано-рано». В іншій пісні Дажбог прославляється як божество родючості, що відмикає ключами літо, тобто оживляє природу.
В українській грамоті XIV ст. вказується власне ім'я Дажбогович.

## Трактування образу
Олександр Афанасьєв вбачав у Дажбозі аналог Аполлона; як Аполлон був сином Зевса, так і Дажбог мав бути сином небесного бога. На думку Михайла Грушевського, Дажбог і Хорс могли бути одним божеством, хоча й зазначав, що це тільки здогадка. В усякому разі Дажбога він розглядав як опікуна земного життя, роду людського.
Борис Рибаков відводив Дажбогу місце на небі, але водночас Дажбог поділяв його зі Стрибогом: верхній ярус неба (над небесною тверддю, де схована дощова вода) належав Стрибогу, а нижній (у якому рухалося сонце) — Дажбогу. Хорса Рибаков вважав символом Дажбога.
Володимир Топоров реконструйовував роль Дажбога як розподільника соціальних благ, на противагу Перуну, що розпоряджався природними благами. Як вказує Юрій Писаренко, згадки Дажбога в весільних піснях дозволяють приписувати йому роль першожениха, першопредка.
Александр Ґейштор пояснював місце Дажбога в пантеоні як бога небесного вогню (сонця), та називав його іншою іпостассю Сварога. На думку Ґейштора, Дажбог, імовірно, у пантеоні Володимира заступив Сварога та Сварожича. Так він отримав зв'язок із військовою справою і тому в «Слові о полку Ігоревім» руські князі названі «Дажбожими внуками».
Володимир Петрухін оцінював згадку руських князів у «Слові о полку Ігоревім» як негативну: ступивши через гординю на землю половців, руські князі втратили благодать християнського Бога та були прирівняні до язичників.

## У мистецтві
У поемі Володимира Шаяна «Князь Ляборець. Міт Срібної Землі» (1923) князь Ляборець з Ужгороду отримав від Дажбога чарівний перстень, який наділяє його багатством і таємними знаннями. Відрікшись від язичницької віри, князь втрачає благодать Дажбога і марніє разом з князівством.
До образу Дажбога звертався Володимир Коломієць у збірці поезій «Правнуки Дажбожі» (1992). У вступній баладі Дажбог роздає різним народам дари, з-поміж них скромній дівчині-Україні — пісню, якою вона має уславити себе на весь світ. «Онуків Дажбожих» він наводив як символ української нації. Сам Дажбог у Коломійця — це бог-одинак, він підтримує гармонію в світі, де все має пару.

## У неоязичництві
Образ Дажбога отримав розвиток у віровченні сучасних українських неоязичників, спершу в діаспорі. У них суттєво розширилося філософське розуміння образів богів, включаючи Дажбога, тоді як соціальні функції применшені, порівняно з історичним язичництвом.
За Володимиром Шаяном, Дажбог — це бог людського щастя, любові, гарного самопочуття, «животворчого горіння душі». Рідновіри нерідко описують Дажбога з променями навколо голови, як у ведійського Мітри.
У трактуванні Лева Силенка, Дажбог — це верховний розум Всесвіту, податель духу та матерії, що не має ні образу, ні зображення. Світ, за Силенком, вічний і не був створений Дажбогом, але при цьому Дажбогом підтримується.

## Назви на честь Дажбога
З 1932 року у Львові виходив літературно-мистецький журнал «Дажбог».
Патера на супутнику планети Юпітер Іо у 1979 році отримала назву Дажбог.